# Július Kováč
Július Kováč (* 1927) je bývalý slovenský fotbalista, záložník.

## Fotbalová kariéra
V československé liza hrál za Slovan Bratislava, Tankistu Praha a Spartak Praha Sokolovo. Nastoupil v 96 ligových utkáních a dal 11 gólů. Se Slovanem získal v ročnících 1950 a 1955 dvakrát mistrovský titul. V Poháru mistrů evropských zemí nastoupil ve 4 utkáních a dal 1 gól.

## Ligová bilance
| Ročník                                     | Zápasy | Góly | Klub                   |
| ------------------------------------------ | ------ | ---- | ---------------------- |
| Státní liga 1948                           | 3      | 0    | ŠK Bratislava          |
| Celostátní československé mistrovství 1950 | 21     | 1    | Sokol NV Bratislava    |
| Přebor československé republiky 1954       | 22     | 1    | Tankista Praha         |
| Přebor československé republiky 1955       | 2      | 1    | Slovan Bratislava      |
| 1. československá fotbalová liga 1956      | 17     | 5    | Slovan Bratislava      |
| 1. československá fotbalová liga 1957/1958 | 19     | 3    | Slovan Bratislava      |
| 1. československá fotbalová liga 1958/1959 | 8      | 0    | Slovan Bratislava      |
| 1. československá fotbalová liga 1961/1962 | 4      | 0    | Spartak Praha Sokolovo |
| CELKEM                                     | 96     | 11   |                        |